# 4.ª etapa del Tour de Francia 2025
La 4.ª etapa del Tour de Francia 2025 tuvo lugar el 8 de julio de 2025 y consistió en una etapa escarpada con inicio en la localidad de Amiens y final en la cuidad de Ruán, sobre un recorrido de 174,2 km. El vencedor fue el esloveno Tadej Pogačar del equipo UAE Team Emirates XRG, Mathieu van der Poel del Alpecin-Deceuninck se mantuvo como líder de la prueba.

## Clasificación de la etapa
| Amiens - Ruán | etapa escarpada | (174,2 km) |

- Las clasificaciones de la etapa finalizaron de la siguiente forma:[3]

| \| Clasificación de la etapa \| Clasificación de la etapa \| Clasificación de la etapa \| Clasificación de la etapa \| Clasificación de la etapa \| \| Ciclista \| Ciclista \| Equipo \| Tiempo \| \| \| ------------------------- \| ------------------------- \| -------------------------- \| ------------------------- \| ------------------------- \| \| 1.º \| Tadej Pogačar \| UAE Team Emirates XRG \| 3 h 50 min 29 s \| \| \| 2.º \| Mathieu van der Poel \| Alpecin-Deceuninck \| + 0 s \| \| \| 3.º \| Jonas Vingegaard \| Team Visma \\| Lease a Bike \| + 0 s \| \| \| 4.º \| Oscar Onley \| Team Picnic-PostNL \| + 0 s \| \| \| 5.º \| Romain Grégoire \| Groupama-FDJ \| + 0 s \| \| \| 6.º \| João Almeida \| UAE Team Emirates XRG \| + 0 s \| \| \| 7.º \| Remco Evenepoel \| Soudal Quick-Step \| + 3 s \| \| \| 8.º \| Matteo Jorgenson \| Team Visma \\| Lease a Bike \| + 3 s \| \| \| 9.º \| Mattias Skjelmose \| Lidl-Trek \| + 7 s \| \| \| 10.º \| Kévin Vauquelin \| Arkéa-B&B Hotels \| + 10 s \| \| |                      |                            |                 |
| |                      |                            |                 |
| Fuentes: ProCyclingStats Cycling Quotient |                      |                            |                 |
| Clasificación de la etapa |                      |                            |                 |
| Ciclista | Ciclista             | Equipo                     | Tiempo          |
| 1.º | Tadej Pogačar        | UAE Team Emirates XRG      | 3 h 50 min 29 s |
| 2.º | Mathieu van der Poel | Alpecin-Deceuninck         | + 0 s           |
| 3.º | Jonas Vingegaard     | Team Visma \| Lease a Bike | + 0 s           |
| 4.º | Oscar Onley          | Team Picnic-PostNL         | + 0 s           |
| 5.º | Romain Grégoire      | Groupama-FDJ               | + 0 s           |
| 6.º | João Almeida         | UAE Team Emirates XRG      | + 0 s           |
| 7.º | Remco Evenepoel      | Soudal Quick-Step          | + 3 s           |
| 8.º | Matteo Jorgenson     | Team Visma \| Lease a Bike | + 3 s           |
| 9.º | Mattias Skjelmose    | Lidl-Trek                  | + 7 s           |
| 10.º | Kévin Vauquelin      | Arkéa-B&B Hotels           | + 10 s          |

## Clasificaciones al final de la etapa

### Clasificación general(Maillot Jaune)[4]
| \| Clasificación general \| Clasificación general \| Clasificación general \| Clasificación general \| Clasificación general \| \| Ciclista \| Ciclista \| Equipo \| Tiempo \| \| \| --------------------- \| --------------------- \| -------------------------- \| --------------------- \| --------------------- \| \| 1.º \| Mathieu van der Poel \| Alpecin-Deceuninck \| 16 h 46 min 00 s \| \| \| 2.º \| Tadej Pogačar \| UAE Team Emirates XRG \| + 0 s \| \| \| 3.º \| Jonas Vingegaard \| Team Visma \\| Lease a Bike \| + 8 s \| \| \| 4.º \| Matteo Jorgenson \| Team Visma \\| Lease a Bike \| + 19 s \| \| \| 5.º \| Kévin Vauquelin \| Arkéa-B&B Hotels \| + 26 s \| \| \| 6.º \| Enric Mas \| Movistar Team \| + 48 s \| \| \| 7.º \| Oscar Onley \| Team Picnic-PostNL \| + 55 s \| \| \| 8.º \| João Almeida \| UAE Team Emirates XRG \| + 55 s \| \| \| 9.º \| Remco Evenepoel \| Soudal Quick-Step \| + 58 s \| \| \| 10.º \| Mattias Skjelmose \| Lidl-Trek \| + 1 min 02 s \| \| |                      |                            |                  |
| |                      |                            |                  |
| Fuentes: ProCyclingStats Cycling Quotient |                      |                            |                  |
| Clasificación general |                      |                            |                  |
| Ciclista | Ciclista             | Equipo                     | Tiempo           |
| 1.º | Mathieu van der Poel | Alpecin-Deceuninck         | 16 h 46 min 00 s |
| 2.º | Tadej Pogačar        | UAE Team Emirates XRG      | + 0 s            |
| 3.º | Jonas Vingegaard     | Team Visma \| Lease a Bike | + 8 s            |
| 4.º | Matteo Jorgenson     | Team Visma \| Lease a Bike | + 19 s           |
| 5.º | Kévin Vauquelin      | Arkéa-B&B Hotels           | + 26 s           |
| 6.º | Enric Mas            | Movistar Team              | + 48 s           |
| 7.º | Oscar Onley          | Team Picnic-PostNL         | + 55 s           |
| 8.º | João Almeida         | UAE Team Emirates XRG      | + 55 s           |
| 9.º | Remco Evenepoel      | Soudal Quick-Step          | + 58 s           |
| 10.º | Mattias Skjelmose    | Lidl-Trek                  | + 1 min 02 s     |

### Clasificación por puntos(Maillot Vert)[5]
| Clasificación por puntos | Clasificación por puntos | Clasificación por puntos   | Clasificación por puntos | Clasificación por puntos |
| Ciclista                 | Ciclista                 | Equipo                     | Puntos                   |                          |
| ------------------------ | ------------------------ | -------------------------- | ------------------------ | ------------------------ |
| 1.º                      | Jonathan Milan           | Lidl-Trek                  | 92 pts                   |                          |
| 2.º                      | Biniam Girmay            | Intermarché-Wanty          | 87 pts                   |                          |
| 3.º                      | Mathieu van der Poel     | Alpecin-Deceuninck         | 80 pts                   |                          |
| 4.º                      | Tadej Pogačar            | UAE Team Emirates XRG      | 80 pts                   |                          |
| 5.º                      | Tim Merlier              | Soudal Quick-Step          | 72 pts                   |                          |
| 6.º                      | Anthony Turgis           | Team TotalEnergies         | 57 pts                   |                          |
| 7.º                      | Søren Wærenskjold        | Uno-X Mobility             | 46 pts                   |                          |
| 8.º                      | Paul Penhoët             | Groupama-FDJ               | 43 pts                   |                          |
| 9.º                      | Jonas Vingegaard         | Team Visma \| Lease a Bike | 40 pts                   |                          |
| 10.º                     | Romain Grégoire          | Groupama-FDJ               | 34 pts                   |                          |

### Clasificación de la montaña(Maillot à Pois Rouges)[6]
| Clasificación de la montaña | Clasificación de la montaña | Clasificación de la montaña | Clasificación de la montaña | Clasificación de la montaña |
| Ciclista                    | Ciclista                    | Equipo                      | Puntos                      |                             |
| --------------------------- | --------------------------- | --------------------------- | --------------------------- | --------------------------- |
| 1.º                         | Tadej Pogačar               | UAE Team Emirates XRG       | 5 pts                       |                             |
| 2.º                         | Tim Wellens                 | UAE Team Emirates XRG       | 5 pts                       |                             |
| 3.º                         | Jonas Vingegaard            | Team Visma \| Lease a Bike  | 3 pts                       |                             |
| 4.º                         | Lenny Martinez              | Bahrain Victorious          | 2 pts                       |                             |
| 5.º                         | Benjamin Thomas             | Cofidis                     | 2 pts                       |                             |
| 6.º                         | Kasper Asgreen              | EF Education-EasyPost       | 1 pt                        |                             |
| 7.º                         | Kévin Vauquelin             | Arkéa-B&B Hotels            | 1 pt                        |                             |
| 8.º                         | Anders Halland Johannessen  | Uno-X Mobility              | 1 pt                        |                             |
| 9.º                         | Andreas Leknessund          | Uno-X Mobility              | 1 pt                        |                             |

### Clasificación del mejor joven(Maillot Blanc)[7]
| Clasificación del mejor joven | Clasificación del mejor joven | Clasificación del mejor joven | Clasificación del mejor joven | Clasificación del mejor joven |
| Ciclista                      | Ciclista                      | Equipo                        | Tiempo                        |                               |
| ----------------------------- | ----------------------------- | ----------------------------- | ----------------------------- | ----------------------------- |
| 1.º                           | Kévin Vauquelin               | Arkéa-B&B Hotels              | 16 h 46 min 26 s              |                               |
| 2.º                           | Oscar Onley                   | Team Picnic-PostNL            | + 29 s                        |                               |
| 3.º                           | Remco Evenepoel               | Soudal Quick-Step             | + 32 s                        |                               |
| 4.º                           | Mattias Skjelmose             | Lidl-Trek                     | + 36 s                        |                               |
| 5.º                           | Joseph Blackmore              | Israel-Premier Tech           | + 1 min 15 s                  |                               |
| 6.º                           | Jenno Berckmoes               | Lotto                         | + 1 min 23 s                  |                               |
| 7.º                           | Florian Lipowitz              | Red Bull-Bora-Hansgrohe       | + 1 min 23 s                  |                               |
| 8.º                           | Carlos Rodríguez              | Ineos Grenadiers              | + 1 min 39 s                  |                               |
| 9.º                           | Ben Healy                     | EF Education-EasyPost         | + 3 min 51 s                  |                               |
| 10.º                          | Bastien Tronchon              | Decathlon-AG2R La Mondiale    | + 4 min 55 s                  |                               |

### Clasificación por equipos(Classement par Équipe)[8]
| Clasificación por equipos | Clasificación por equipos       | Clasificación por equipos | Clasificación por equipos |
| Equipo                    | Equipo                          | Tiempo                    |                           |
| ------------------------- | ------------------------------- | ------------------------- | ------------------------- |
| 1.º                       | Team Visma \| Lease a Bike      | 50 h 19 min 52 s          |                           |
| 2.º                       | Groupama-FDJ                    | + 44 s                    |                           |
| 3.º                       | UAE Team Emirates XRG           | + 1 min 34 s              |                           |
| 4.º                       | Cofidis                         | + 3 min 54 s              |                           |
| 5.º                       | Decathlon AG2R La Mondiale Team | + 4 min 41 s              |                           |
| 6.º                       | Team TotalEnergies              | + 5 min 05 s              |                           |
| 7.º                       | Arkéa-B&B Hotels                | + 5 min 51 s              |                           |
| 8.º                       | EF Education-EasyPost           | + 6 min 47 s              |                           |
| 9.º                       | Team Jayco AlUla                | + 7 min 14 s              |                           |
| 10.º                      | Alpecin-Deceuninck              | + 8 min 06 s              |                           |

## Abandonos
Ninguno.